# 伊藤奏子 (プロ雀士)
伊藤 奏子 (いとう　かなこ、9月26日 - ) は、競技麻雀のプロ雀士である。
最高位戦日本プロ麻雀協会北海道本部に所属。夫はプロ雀士の伊藤聖一。

## 経歴
北海道函館市出身。大学時代に英国への留学から帰国後に、土田浩翔が経営する雀荘でアルバイトしたことで麻雀を始める。英語教師を務めていたが、結婚を機に麻雀プロに転向。2020年に行われた女流最高位戦で初のタイトルホルダーを獲得する。

## 人物
- 狸小路の近くで夫とともに麻雀スクール「アエル」を運営し、講師を務めている。
- キャッチフレーズは「手役派ティンカーベル」

## 獲得タイトル
- 第20期女流最高位